# Calibrachoa ovalifolia
Calibrachoa ovalifolia är en potatisväxtart som först beskrevs av Hiers, och fick sitt nu gällande namn av J. R. Stehmann och J. Semir. Calibrachoa ovalifolia ingår i släktet Calibrachoa och familjen potatisväxter. Inga underarter finns listade i Catalogue of Life.